# Jūnin
Jūnin (jap. 住人) ist ein Lehrergrad in Ninjutsu der Bujikan dōjō. Der Jūnin ist ein Titel zwischen dem 1. und 4. Grad und trägt die Bezeichnung Shidoshi hō (Lehrer auf Probe).